# With a Little Help from My Friends
With a Little Help from My Friends (englisch für „Mit etwas Hilfe von meinen Freunden“) ist ein Lied der britischen Band The Beatles. Der zweite Titel auf der LP Sgt. Pepper’s Lonely Hearts Club Band wurde am 29. und 30. März 1967 in den Londoner Abbey Road Studios aufgenommen. Die Lennon/McCartney-Komposition wurde von Ringo Starr gesungen.

## Hintergrund
Das Lied wurde hauptsächlich in John Lennons Villa geschrieben, als Paul McCartney ihn dort besuchte. Sie spielten es am Klavier und sangen einfach nur Phrasen. Das Lied trug zunächst den Arbeitstitel Bad Finger Boogie. Auf der Suche nach einem Text griffen sie auch Vorschläge anwesender Freunde auf oder blätterten in Zeitschriften. In einem vierstündigen Prozess entstanden so Text und Melodie.
Einige Textzeilen wurden später geändert, weil Ringo Starr sie so nicht singen wollte. Seinem relativ geringen Stimmumfang wurde in diesem Stück auf besondere Art Rechnung getragen, da es aus nur fünf direkt nebeneinander liegenden Tönen besteht. Einzige Ausnahme ist der sechste Ton am Ende.

## Aufnahme
With a Little Help from My Friends wurde am 29. und 30. März 1967 in den Londoner Abbey Road Studios (Studio 2) mit dem Produzenten George Martin aufgenommen. Geoff Emerick war der Toningenieur der Aufnahmen.
Besetzung:
- John Lennon: Kuhglocke, Hintergrundgesang
- Paul McCartney: Bass, Klavier, Hintergrundgesang
- George Harrison: Leadgitarre, Hintergrundgesang
- Ringo Starr: Schlagzeug, Tamburin, Gesang
- George Martin: Hammondorgel

Es wurde eine Monoabmischung am 31. März 1967 und eine Stereoabmischung am 7. April hergestellt. Bei der Monoversion variiert die Abmischung der Publikumsgeräusche im Vergleich zur gängigen Stereoversion.

## Veröffentlichungen
- Am 30. Mai 1967 erschien in Deutschland das zwölfte Beatles-Album Sgt. Pepper’s Lonely Hearts Club Band, auf dem With a Little Help from My Friends enthalten ist. In Großbritannien wurde das Album am 26. Mai veröffentlicht, dort war es das neunte Beatles-Album. In den USA erschien das Album sechs Tage später, am 1. Juni, dort war es das 14. Album der Beatles.
- Am 14. August 1978 erschien die Single Sgt. Pepper’s Lonely Hearts Club Band / With a Little Help from My Friends / A Day in the Life in den USA, die dort den 71. Platz der Charts erreichte. In Großbritannien wurde die Single am 30. September veröffentlicht und erreichte Platz 63 der Charts. In Deutschland wurde die Single mit der B-Seite Within You Without You im September 1978 veröffentlicht.
- Am 13. September 1999 erschien das von Peter Cobbin und seinen Assistenten Paul Hicks und Mirek Stiles neu abgemischte Soundtrackalbum Yellow Submarine Songtrack. Bei With a Little Help from My Friends wurde der Gesang zentriert und die Instrumente separiert, das Schlagzeug ist dominanter. Es wurden für den wiederveröffentlichten Film Yellow Submarine darüber hinaus 5.1-Abmischungen angefertigt.
- Am 26. Mai 2017 erschien die 50-jährige Jubiläumsausgabe des von Giles Martin und Sam Okell neuabgemischten Albums Sgt. Pepper’s Lonely Hearts Club Band (Super Deluxe Box), auf dieser befinden sich, neben der Monoversion, die bisher unveröffentlichte Version (Take 1 – False Start And Take 2 – Instrumental) von With a Little Help from My Friends.
- Am 10. November 2023 wurde das Kompilationsalbum 1967–1970 erneut wiederveröffentlicht. Auf diesem befindet sich With a Little Help from My Friends in der von Giles Martin und Sam Okell 2017 neu abgemischten Version.

## Coverversionen
Während die Beatles den Titel nicht als Single veröffentlichten, schafften es gleich drei Coverversionen auf den ersten Platz der britischen Hitparade:
- Joe Cocker hatte 1968 einen Nummer-eins-Hit damit, berühmt ist auch seine Liveversion vom Woodstock-Festival 1969. Cockers Version, aufgenommen von Denny Cordell, diente auch als Titelstück für die erfolgreiche Fernsehserie Wunderbare Jahre. Die prägnante Leadgitarre auf Cockers Studioversion spielte Led-Zeppelin-Gitarrist Jimmy Page;[3]
- für die schottische Band Wet Wet Wet war es 1988 der erste von drei Charttoppern;
- die Finalisten der Castingshow Pop Idol, Sam and Mark, hatten 2004 damit einen gemeinsamen Erfolg.

Weitere Hitparadenversionen stammen von Joe Brown (UK #32) und Young Idea (UK #10), beide 1967, sowie als eine Klassikversion von Steve Lee, Bo Katzman und John Brack (Schweiz #18, 1999). Andere Interpretationen gibt es z. B. von den Bee Gees, Ike & Tina Turner, Puddle of Mudd, den New Seekers, Jeff Lynne und Santana. Barbra Streisand nahm eine Version für ihr Album What About Today? auf. Dieses Album erschien 1969. Toto spielte den Song in der Cocker-Version 1993 zu Ehren ihres verstorbenen Schlagzeugers Jeff Porcaro; eine Aufnahme hiervon findet sich auf ihrem Livealbum Absolutely Live. Die deutsche Fun-Metal-Band Knorkator coverte den Titel 1999 auf ihrem Album Hasenchartbreaker. Eine Version im Arrangement für Solo-Gitarre von David Qualey findet sich auf dessen Album unBEATabLE aus dem Jahr 2004. 2017 veröffentlichte Tom Keifer seine Version des Liedes als Teil der Deluxe-Version seines Albums The Way Life Goes.

## Auszeichnungen für Musikverkäufe
| Land/Region                  | Auszeichnungen für Musikverkäufe (Land/Region, Auszeichnung, Verkäufe) | Verkäufe |
| ---------------------------- | ---------------------------------------------------------------------- | -------- |
| Vereinigtes Königreich (BPI) | Silber                                                                 | 200.000  |
| Insgesamt                    | 1× Silber ·                                                            | 200.000  |